# Panémone

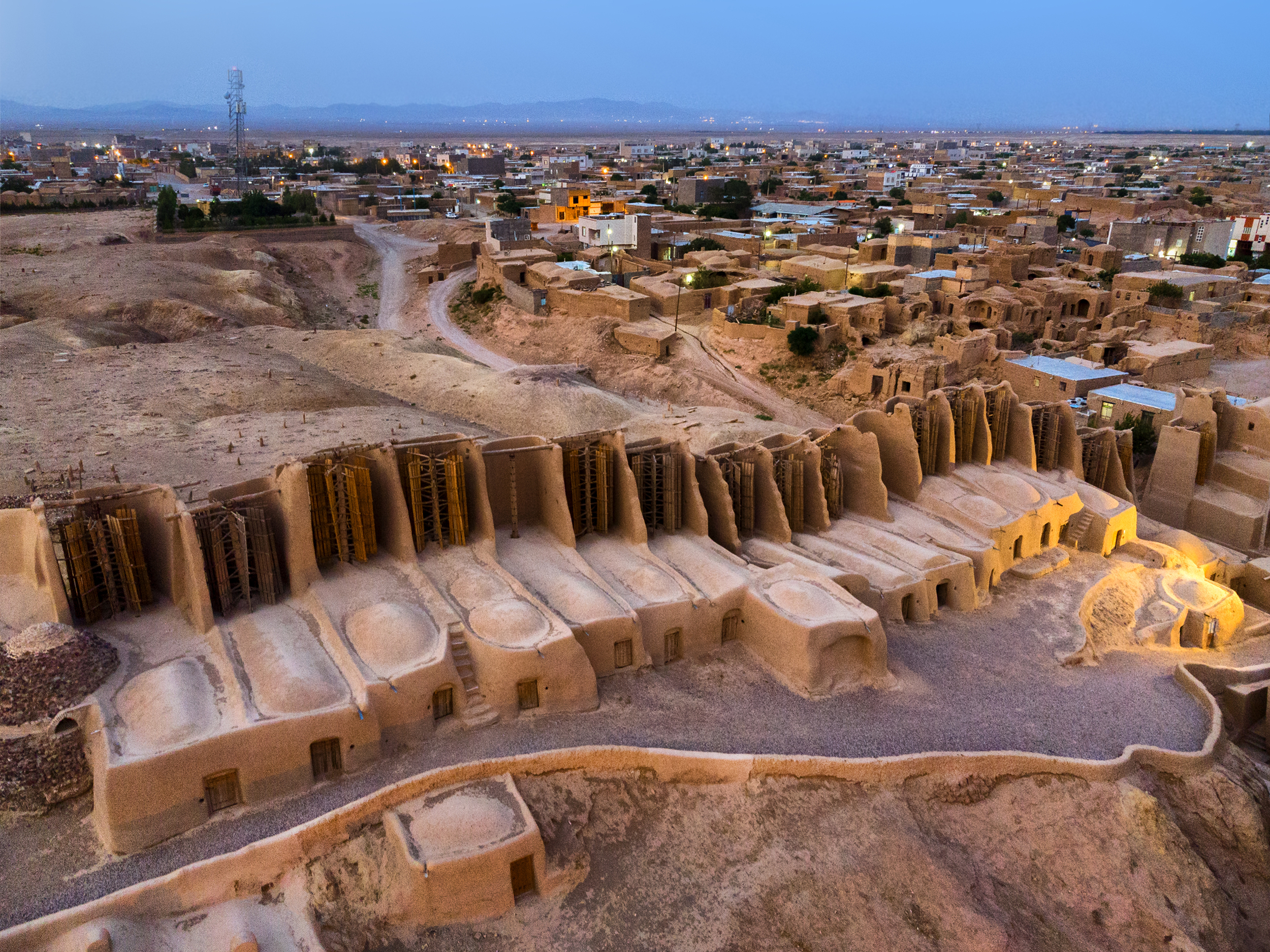
Ensemble de panémones dans le Sistan, en Iran.

Un panémone est un type d'éolienne à axe vertical. Il a un axe de rotation positionné verticalement, tandis que ses pales se déplacent parallèlement au vent.
Historiquement, la première machine à vent connue a été fabriquée par les Perses dans cette conception.

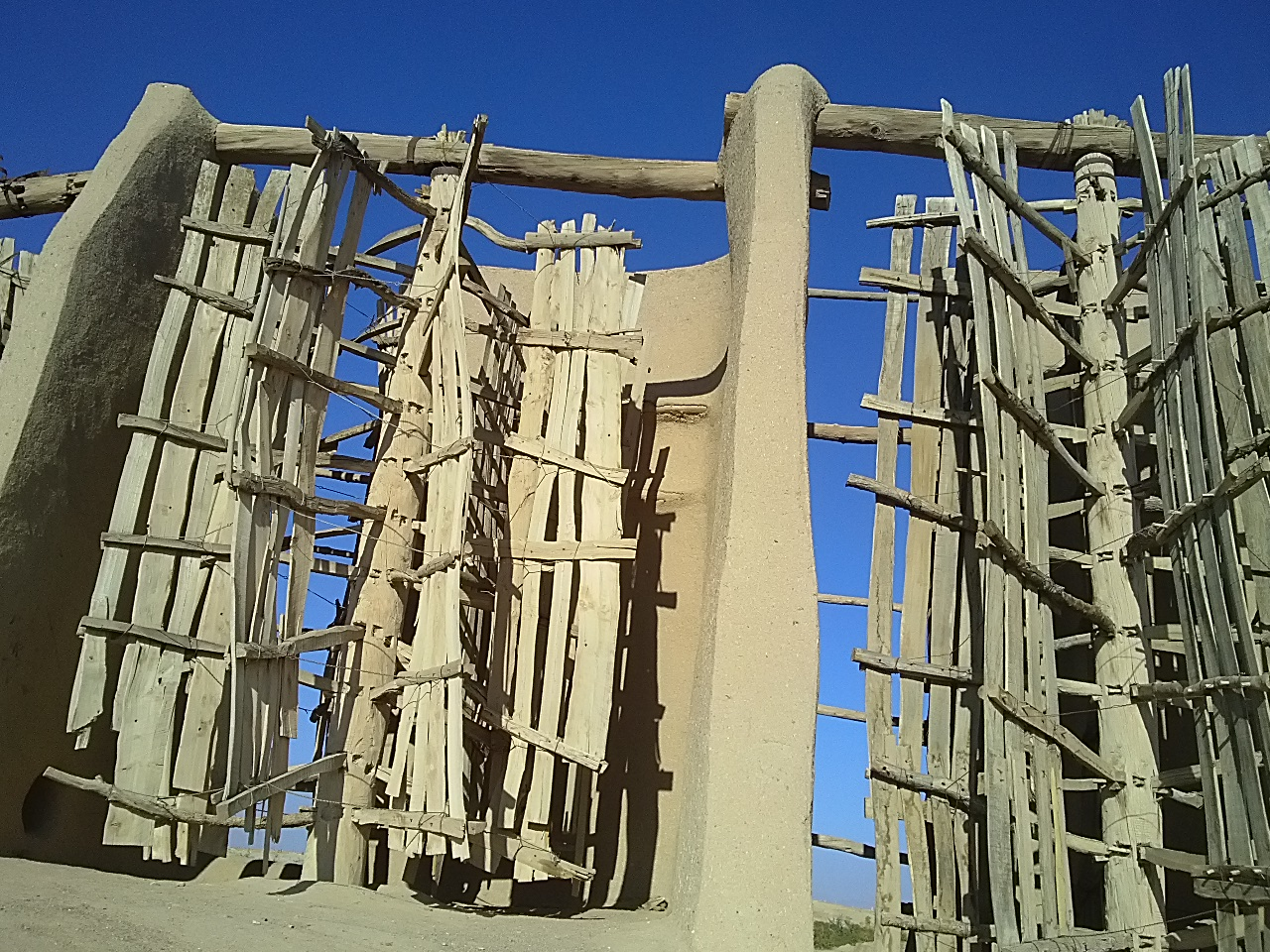
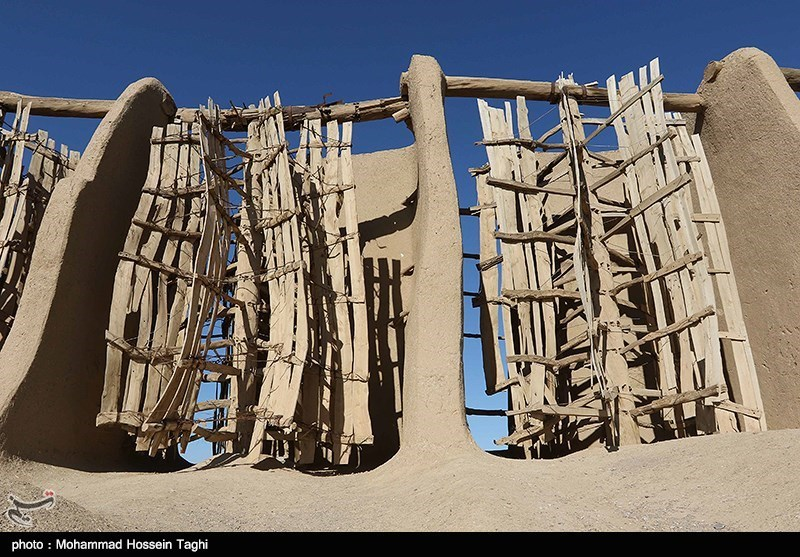